# کوه لاله‌زار
کوه لاله‌زار در نزدیکی شهر لاله‌زار و در ۴۰ کیلومتری شمال شرقی شهر بافت در استان کرمان ایران قرار دارد. این کوه با ارتفاع ۴۳۷۴ متر، یکی از کوه‌های بلند ایران به شمار می‌رود. کوه لاله زار پس از کوه هزار و کوه شاه سومین ارتفاع و کوه بلند استان کرمان را تشکیل داده است. کوه لاله‌زار عمدتاً از آندزیت و سنگ‌های آذرآواری دوره ائوسن تشکیل شده و در میانه کمربند آتشفشانی سهند- بزمان در کوه‌های مرکزی ایران جای دارد. تشکیل این کمربند آتشفشانی ناشی از آتشفشان‌خیزی دوره ائوسن بوده و تقریباً از آتشفشان سهند در شمال غرب ایران، تا آتشفشان بزمان در جنوب شرق کشور کشیده شده است.